# Joseph Pulitzer

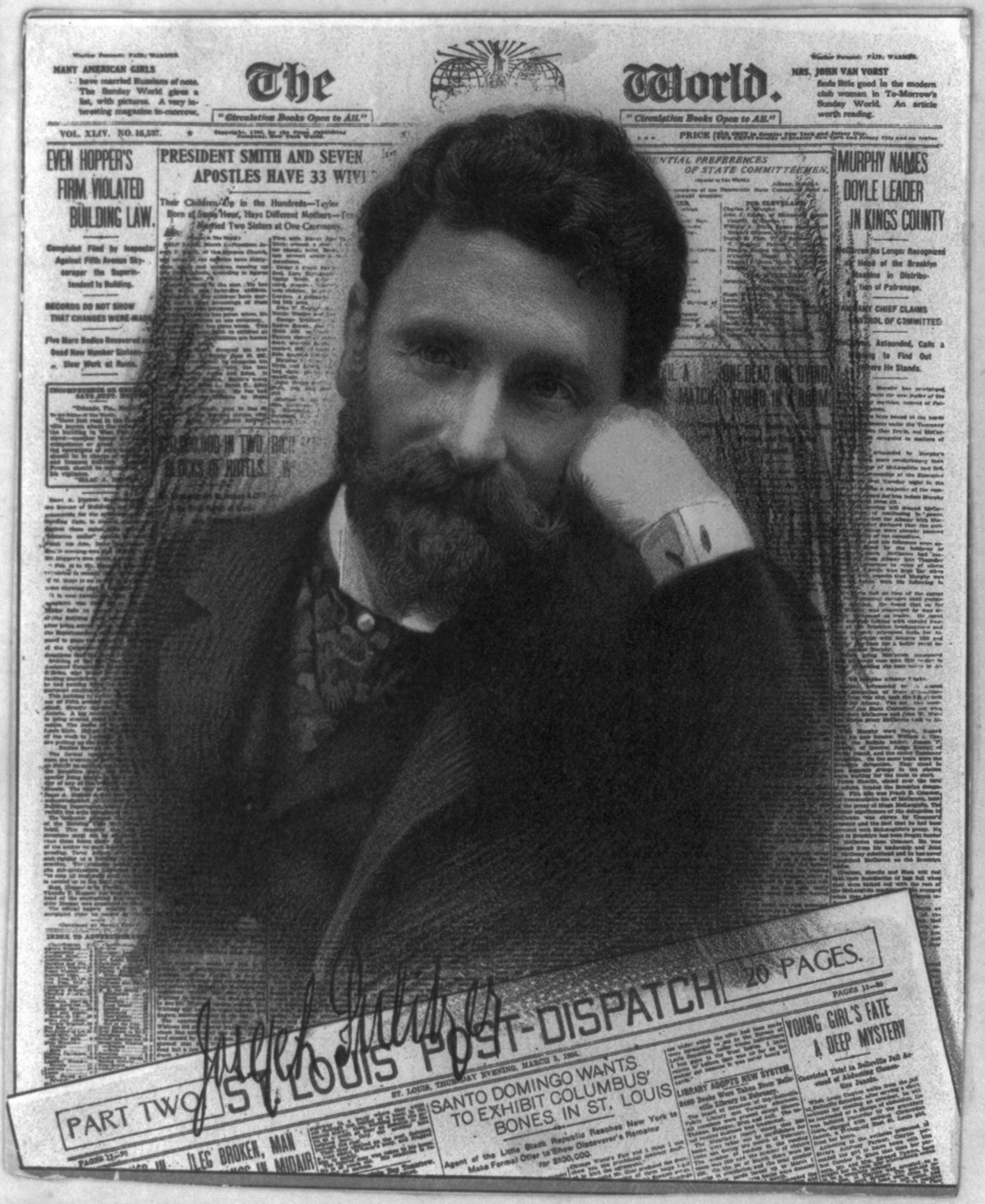
Litografi föreställande Joseph Pulitzer

Joseph Pulitzer, född József Politzer den 10 april 1847 i Makó i nuvarande Ungern (i dåvarande Kejsardömet Österrike), död 29 oktober 1911 i Charleston, South Carolina, var en amerikansk journalist och publicist.
Pulitzer föddes i Ungern i en judisk familj och anlände 1864 till USA. Han deltog i inbördeskriget som kavallerist och blev medarbetare i den tyska tidningen Westliche Post i St Louis. År 1878 inköpte han ett par tidningar i samma stad och 1883 New York World, som genom hans energi och hänsynslösa metoder blev ett av "den gula pressens" mest representativa och inflytelserika organ. 
År 1903 donerade han två miljoner dollar till det New York-baserade Columbia-universitetets School of Journalism.
Pulitzerpriset är uppkallat efter Joseph Pulitzer.